# Blumau-Neurißhof
Blumau-Neurisshof (ook Blumau-Neurißhof) is een gemeente in de Oostenrijkse deelstaat Neder-Oostenrijk, gelegen in het district Baden. De gemeente heeft ongeveer 1700 inwoners.

## Geografie
Blumau-Neurisshof heeft een oppervlakte van 4,32 km². Het ligt in het noordoosten van het land, in de buurt van de hoofdstad Wenen.

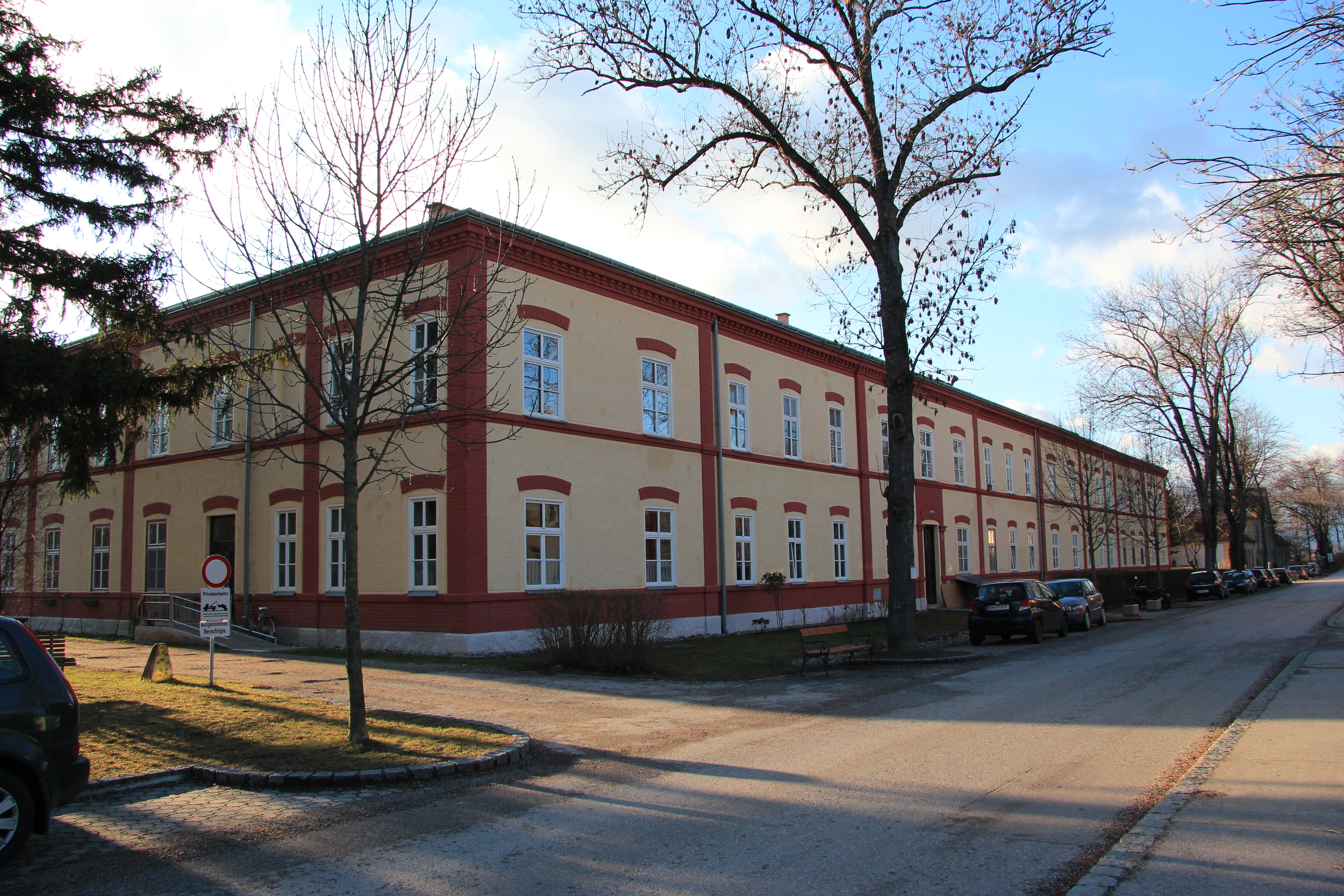
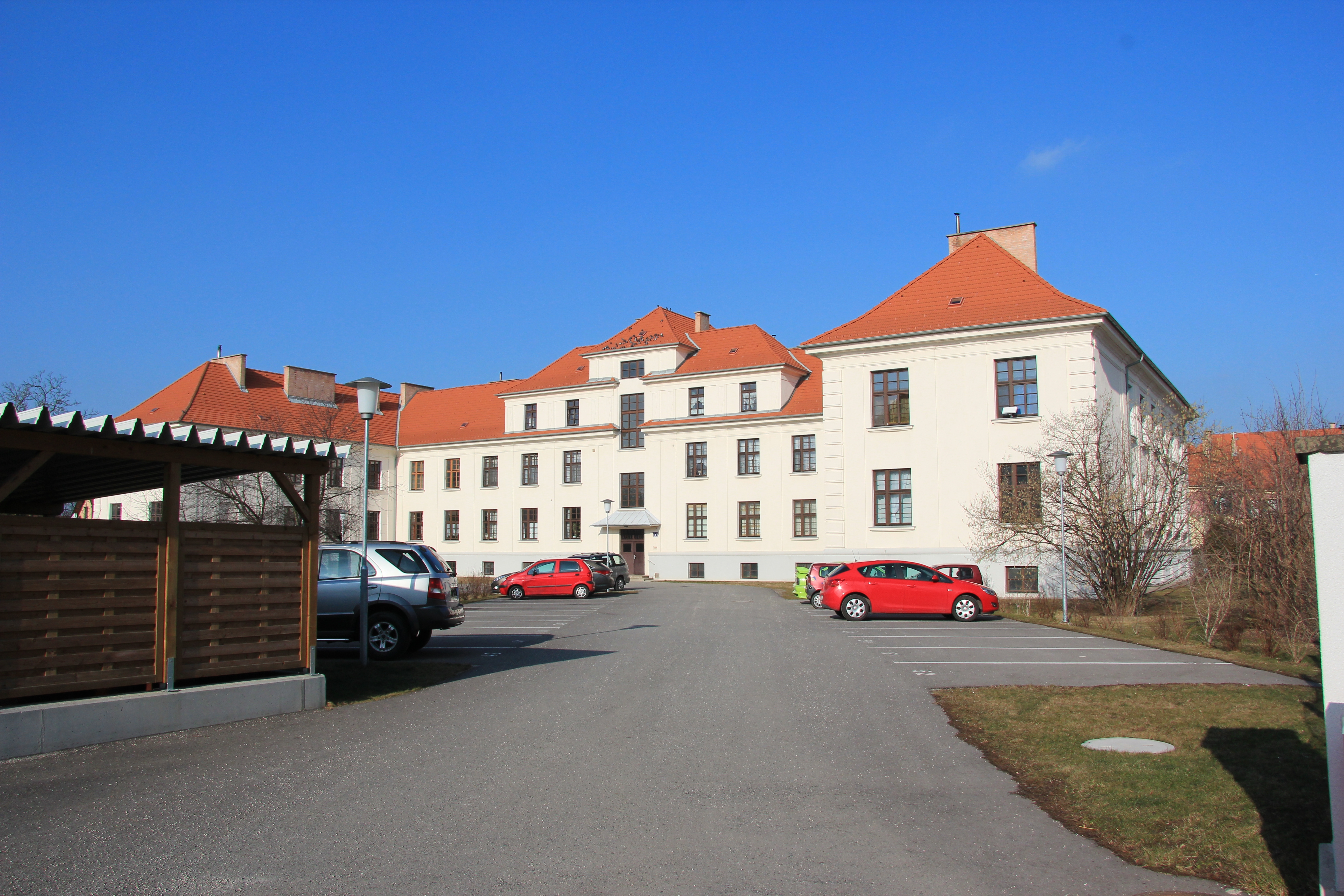
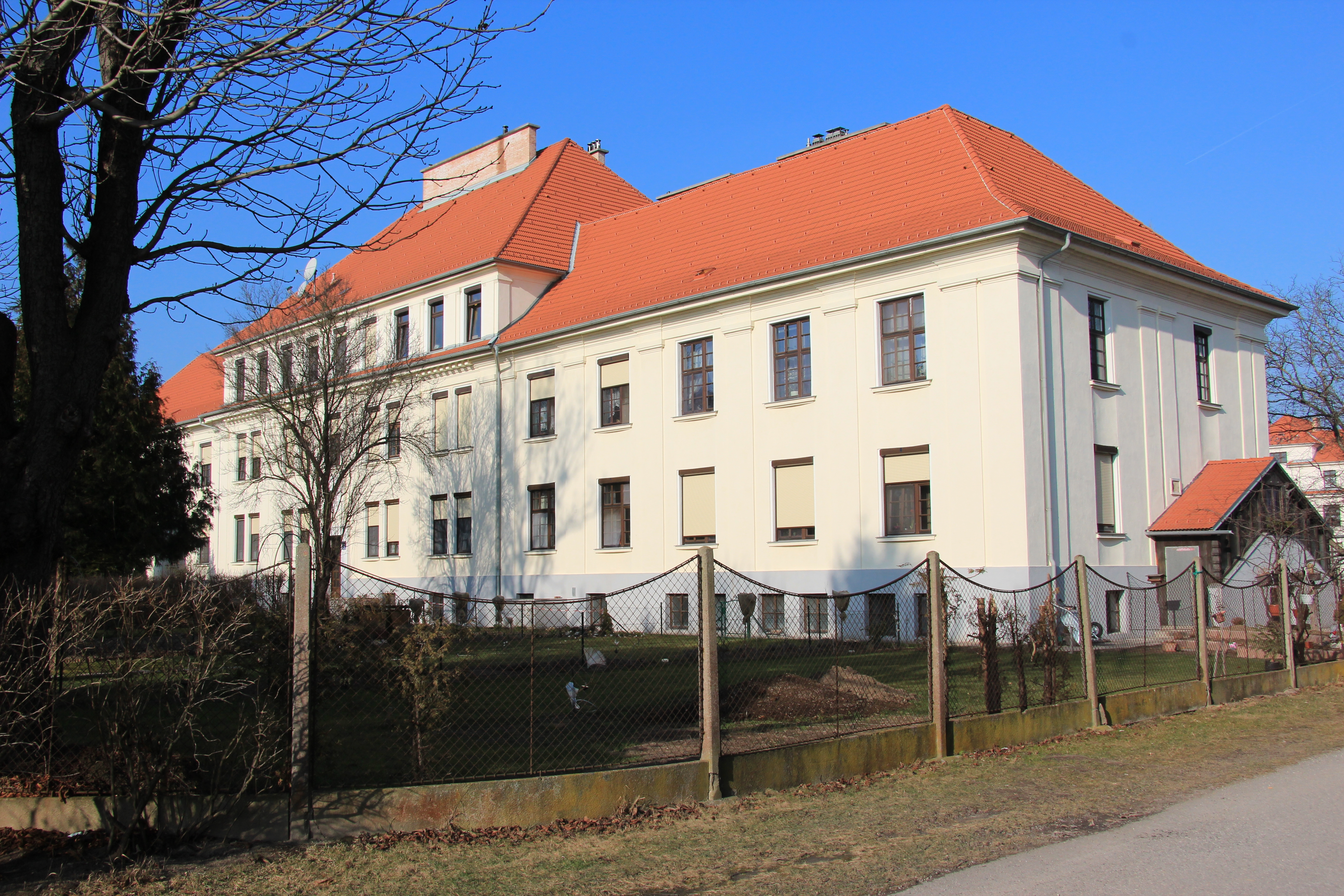

Alland · Altenmarkt an der Triesting · Baden · Bad Vöslau · Berndorf · Blumau-Neurißhof · Ebreichsdorf · Enzesfeld-Lindabrunn · Furth an der Triesting · Günselsdorf · Heiligenkreuz · Hernstein · Hirtenberg · Klausen-Leopoldsdorf · Kottingbrunn · Leobersdorf · Mitterndorf an der Fischa · Oberwaltersdorf · Pfaffstätten · Pottendorf · Pottenstein · Reisenberg · Schönau an der Triesting · Seibersdorf · Sooß · Tattendorf · Teesdorf · Traiskirchen · Trumau · Weißenbach an der Triesting
- Gemeinsame Normdatei: 4803203-7
- Virtual International Authority File: 237474731
- WorldCat: E39PBJhXdhWxmw3qf4wJhtwBfq